# Emma Chamberlain
Emma Frances Chamberlain (* 22. Mai 2001 in San Bruno, Kalifornien) ist eine amerikanische Internet-Persönlichkeit. Große Bekanntheit erlangte sie mit ihrem YouTube-Kanal.

## Leben

### Kindheit
Emma Frances Chamberlain ist die gemeinsame Tochter von Michael John Chamberlain und Sophia Pinetree Chamberlain. Sie wuchs als Einzelkind in San Bruno, Kalifornien, auf. Im Alter von fünf Jahren trennten sich ihre Eltern. In der Podcast Episode „growing up as an only child“ gab sie an, dass sie zu beiden Elternteilen ein gutes Verhältnis pflegt.

## Wirken auf YouTube

### Verbindung zur Plattform YouTube
In einem YouTube-Video, in dem sie auf Fragen ihrer Zuschauer antwortete, erläuterte Chamberlain unter anderem die Inspiration für ihren Kanal: Sie habe in ihrer Kindheit selbst viel YouTube geschaut und bereits im Alter von zehn Jahren einen YouTube-Kanal geführt, den sie jedoch nach kurzer Zeit wieder aufgegeben habe, da sie nach eigenen Angaben mit der Komplexität der Plattform überfordert, dem Hass gegenüber ihren Videos nicht gewachsen und weil die technische Qualität ihrer Videos zu mangelhaft gewesen sei.

### Beginn ihrer Karriere
Mit 16 Jahren begann Chamberlain in den Sommerferien, bevor sie ihr Jahr an der Junior Highschool antrat, ihre ersten Videos aufzunehmen. Sie verließ die Schule im ersten Halbjahr ihres Junior-Jahres, um ihre schulisch bedingten Depressionen zu bewältigen. Der frühzeitige Schulabbruch ermöglichte es ihr, sich stärker auf die Arbeit auf YouTube zu konzentrieren. Im Alter von 17 Jahren zog Chamberlain unbegleitet nach Los Angeles, um größeren Erfolg in ihrer Social Media Karriere anzustreben.

### Einfluss auf die Plattform
Einerseits wird Chamberlains natürliche Darstellung vor der Kamera von zahlreichen weiteren YouTubern kopiert, wodurch ein Kontrast zum vorherigen Trend, der sich durch die makellose Inszenierung vor der Kamera auszeichnet, gegeben ist. Andererseits gewann auch ihr unkonventioneller Editierungsstil, welcher bekannt ist für seine Zoom-in Effekte, Texteinschübe und Sound Effekte, an Popularität und etablierte sich somit zu einem festen Subgenre auf der Plattform.

## Auszeichnungen
Im Jahr 2018 erhielt Chamberlain die Auszeichnung als “Breakout Creator” bei den Streamy Awards. Darüber hinaus gewann sie im Jahr 2020 bei den People’s Choice Awards Auszeichnungen in den Kategorien „The Pop Podcast“ und „Social Star of 2020“.
Im Jahr 2021 wurde Chamberlain vom Forbes Magazin in der Liste “30 under 30 – Social Media” aufgenommen. Im darauffolgenden Jahr erzielte sie dort den fünften Platz in der Liste „Top Creators“.

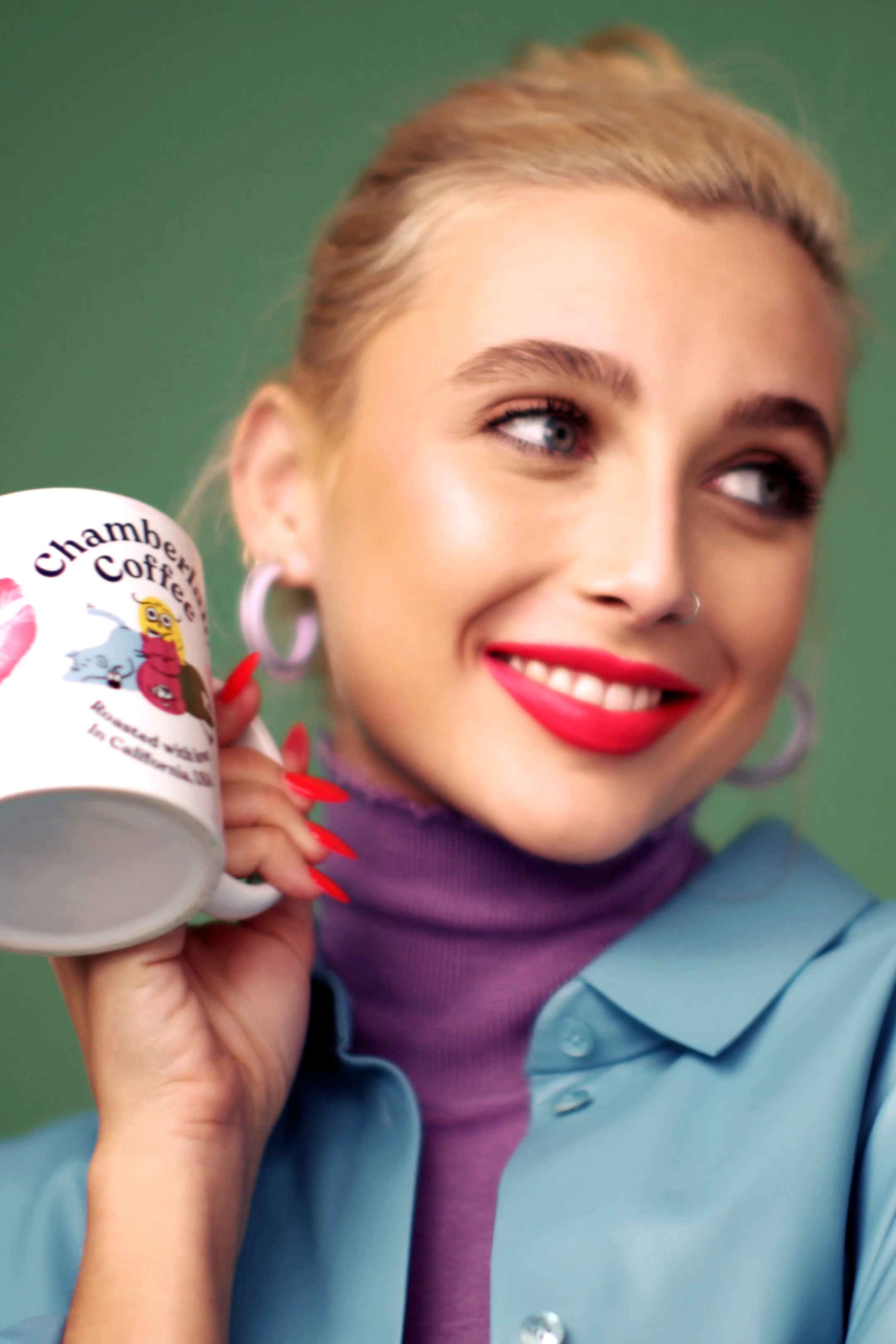
Emma Chamberlain posiert für Produkte ihres Kaffee-Unternehmens “Chamberlain Coffee”

## Wirtschaftlicher Erfolg
Zahlreiche ihrer YouTube-Videos werden gesponsert, wobei zu ihren Sponsoren große Konzerne wie beispielsweise Google oder auch Audible gehören. Neben ihrem YouTube-Kanal führt sie ebenfalls einen Podcast-Kanal namens „Anything Goes with Emma Chamberlain“, dessen erste reguläre Folge im Februar 2020 veröffentlicht wurde.
Abgesehen von diesen beiden erfolgreichen Medienkanälen ist sie die Gründerin des Kaffeeunternehmens „Chamberlain Coffee“, welches sie im Jahr 2020 gründete.

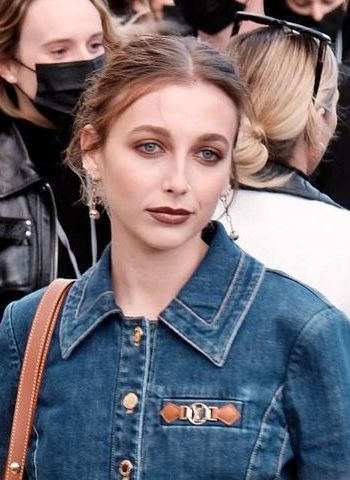
Emma Chamberlain auf der Paris Fashion Week 2021

## Kampagnen und Kooperationen
Neben temporären Kooperationen auf YouTube hat Chamberlain eine Vielzahl von Kampagnen mit Unternehmen, darunter mit Luxusmarken. Im März 2019 besuchte Emma Chamberlain erstmals durch ein Co-Sponsoring mit YouTube und dem Luxuswarenunternehmen Louis Vuitton die Pariser Fashion Week. Auf der Basis dieser Zusammenarbeit ernannte Louis Vuitton Emma Chamberlain zu ihrer Botschafterin.
In Emmas YouTube-Video “EVERYDAY IS THE SAME” aus dem Jahr 2020 gab Emma Chamberlain bekannt, sie sei die globale Botschafterin und Kreativdirektorin der Hautpflegemarke Bad Habit.
Im Jahr 2021 war Emma erstmals das Gesicht des Handelsunternehmens für Textilien Levi Strauss & CO. Im darauffolgenden Jahr war sie das Werbegesicht der Kollaboration von Levi Strauss & CO. und der skandinavischen Modemarke Ganni.
Im Jahr 2022 wurde Chamberlain die Botschafterin der Luxusschmuckmarke Cartier. Des Weiteren began im selben Jahr ihre Partnerschaft mit der Modemarke Aritzia. In dieser Zusammenarbeit entstand außerdem eine vierteilige Webserie, in der Chamberlain die Hauptrolle übernimmt.
Zusätzlich wurde Emma Chamberlain im Jahr 2023 als das globale Gesicht für die Edelkosmetikmarke Lancôme ernannt.